# Taormina Film Fest 2025
La 71ª edizione del Taormina Film Fest si è svolta a Taormina dal 10 al 14 giugno 2025.
Il festival ha sede presso le sale del Palazzo dei Congressi e il teatro antico. La direzione artistica del festival è assegnata Tiziana Rocca e ha come madrina l'attrice Valeria Solarino.

## Giuria
- Da'Vine Joy Randolph, attrice (USA) - Presidente di Giuria
- Sandy Powell, costumista (Regno Unito)
- Steven Gaydos, giornalista (USA)
- Ilenia Pastorelli, attrice (Italia)
- Alessandra Mastronardi, attrice (Italia)[1]

## Sezioni
Sono previste quattro sezioni: Concorso Internazionale Lungometraggi, Fuori Concorso, Proiezioni Speciali, Cortometraggi.

### Concorso Internazionale Lungometraggi
7 titoli, fra cui 4 anteprime mondiali.
- Henry Johnson, regia di David Mamet (USA)
- Wondrous is the silence of my master - La rinuncia del Principe, regia di Ivan Salatic (Montenegro-Italia-Serbia-Croazia-Francia)
- For your sake, regia di Axel Monsú (Argentina)
- Jastimari, regia di Riccardo Cannella (Italia)
- Measures for a funeral, regia di Sofia Bohdanowicz (Canada)
- The Million Dollar Bet, regia di Thomas Woschitz (Austria/USA)
- Warfare – Tempo di guerra, regia di Ray Mendoza e Alex Garland (USA/Regno Unito)
- Leopardi & Co., regia di Federica Biondi (Italia)
- Brides – Giovani spose, regia di Nadia Fall (Regno Unito)
- The rule of Jenny Pen, regia di James Ashcroft (Nuova Zelanda)

### Fuori Concorso
- Ballerina, regia di Len Wiseman (USA)
- Together, regia di Michael Shanks (USA)
- Hotel Costiera, regia di Adam Bernstein e Giacomo Martelli (USA), serie Prime Video, anteprima di 20 minuti
- Int. Hallway/Night, regia di Billy Zane (USA)
- The Six Triple Eight, regia di Tyler Perry (USA)
- The Issue with Tissue: a boreal love story, regia di Michael Zelniker (USA)
- Thena, regia di Peter Gold (USA)
- Arrivederci tristezza, regia di Giovanni Virgilio (Italia)
- Men of War, regia di Billy Corben e Jen Gatien (USA)
- L’Amore sta bene su tutto, regia di Giampaolo Morelli (Italia)
- Come fratelli, regia di Antonio Padovan (Italia)
- Bardot, regia di Alain Berliner (Francia-Belgio)
- Dramma popolare, regia di Carmelo Popolo (Italia)

### Proiezioni Speciali
- Taxi Driver, regia di Martin Scorsese (1976)
- Qualcuno volò sul nido del cuculo, regia di Miloš Forman (1975)
- Cenerentola, regia di Wilfred Jackson, Hamilton Luske e Clyde Geronimi (1950)
- Man of steel – L’Uomo d'Acciaio, regia di Zack Snyder (2013)
- Spirit World – La Festa delle Lanterne, regia di Eric Khoo (2024)
- Lumière – L’Avventura del Cinema, regia di Thierry Frémaux (2024)
- Incanto, regia di Pier Paolo Paganelli (2025)
- Malèna, regia di Giuseppe Tornatore (2000)

### Cortometraggi
- Il silenzio perfetto, regia di Francesco Lama (Italia)
- Ultima spiaggia, regia di Cesare Bisantis (Italia)
- Giudizio sospeso, regia di Lorenzo Maria Chierici (Italia)
- Sotto lo stesso cielo, regia di Carlo Palmeri (Italia)

## Premi

### Concorso
- Miglior film: For your sake, regia di Axel Monsú
- Migliore regia: Ray Mendoza e Alex Garland perWarfare – Tempo di guerra
- Miglior interprete maschile: Geoffrey Rush per The rule of Jenny Pen
- Miglior interprete femminile: Ebada Hassan per Brides – Giovani spose

### Collaterali
- Taormina Lifetime Achievement Award: Martin Scorsese, Michael Douglas
- Taormina Achievement Award: Catherine Deneuve, Luca Zingaretti
- Taormina Achievement Producer Award: Charles Roven
- Taormina Achievement Award in ricordo di Marina Cicogna: Rupert Everett
- Taormina Excellence Award: Helen Hunt, Geoffrey Rush, Billy Zane, James Franco
- Premio Speciale Internazionale: Monica Bellucci
- Taormina Creativity Award: Olivia Wilde, Luisa Ranieri
- Taormina International Award: Dennis Quaid
- Taormina Award: Enrico Brignano, Salvatore Esposito
- Taormina Special Award: Serena Rossi, Vittoria Puccini, Giorgio Panariello
- Taormina Comedy Award: Roberto Lipari
- Taormina Musica Award: Carmen Consoli, Noemi, Nina Zilli, Clara
- Guess Timeless Award: Lola Ponce
- Taormina Best Performance Award: Alessandro Siani
- Taormina Award per "Benvenuti in casa Esposito": Giovanni Esposito
- Taormina Producer Award: Nicole Avant
- Premio Speciale al Teatro: Sergio Rubini, Valerio Cappelli
- Premio Ciak 40 anni: Barbara Ronchi, Monica Guerritore, Ferzan Özpetek, Neri Marcorè
- Premio Wella Beauty: Baby K
- Premio in ricordo di Francesco Cinquemani[1][2]